# Stefania coxi
A Stefania coxi a kétéltűek (Amphibia) osztályába, a békák (Anura) rendjébe és a Hemiphractidae családba tartozó faj.

## Előfordulása
A faj Guyana endemikus faja. Természetes élőhelye a szubtrópusi vagy trópusi nedves hegyvidéki erdők.